# Benzvalène
Le benzvalène (de formule brute C6H6) est un des hydrocarbures isomères du benzène. Sa structure a été incorrectement proposée, à la fin du XIXe siècle, comme étant celle du benzène mais elle fut rejetée car il n'est pas possible de créer des isomères méta, ortho, para de ses dérivés di-substitués. Sa synthèse effective a été faite en 1971 par Thomas Katz et son équipe,. Il est structurellement proche d'un autre isomère C6H6, le tricyclo[3.1.0.02,6]hex-1(6)-ène.